# Geissois benthamiana
Geissois benthamiana es un árbol de bosque lluvioso en el centro-este de Australia. Entre los nombres comunes con el que se le llama figuran carabeen rojo (“red Ccrabeen”), chaqueta de cuero (“leather jacket”), caoba cepillo (“brush mahogany”), frijol rojo (“red bean”), marara rosa (“pink marara”) y mararie cepillo (“brush mararie”).

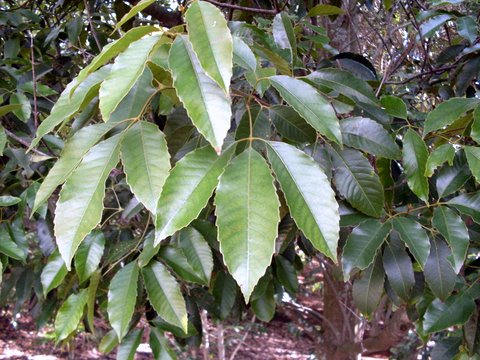
Detalle de las hojas

## Hábitat
Es común en los bosques templados y subtropicales, particularmente en los barrancos de las montañas. Crece desde el área del Río Manning en Nueva Gales del Sur hasta las cercanías del Monte Tamborine, en el sureste de Queensland.

## Descripción
El carabeen rojo es un gran árbol de alrededor de 35 metros de alto, y 140 cm de diámetro. El tronco es cilíndrico y con frecuencia ensanchado en la base. La corteza es café y arrugada. La superficie exterior de la corteza viva es de rosa profundo a roja.
Las hojas son opuestas, pinnadas con tres foliolos. Dentadas, elípticas de 5 a 15 cm de largo, lisas y verdes por ambos lados, más pálidas en el envés, con una punta en la hoja. El tallo principal mide de 18 a 30 mm de largo, los tallos pequeños de 5 a 15 mm de largo.
La vena central y las laterales están bien delineadas por ambos lados, más conspicuas y levantadas en el envés. De doce a dieciséis venas de 60 a 75 grados de la vena central, terminando en un diente.
Las flores aparecen de octubre a enero siendo amarillas, en delgados racimos, de 9 a 15 cm de largo. Flores aproximadamente de 6 mm de largo. El cáliz finamente velloso dividido en cinco o seis lóbulos de 3 mm de largo. Pétalos ausentes. Estambres de 20 a 30, con cerdas de aproximadamente 6 mm de largo. Los ovarios son vellosos, en forma de huevo, cada uno de ellos coronados por dos estilos delgados.
El fruto es una cápsula color gamuza, sedosa, vellosa y casi cilíndrica, de 15 a 18 mm de largo. Contiene dos celdas, las cuales se separan desde la parte superior. Contiene varias semillas planas en cada celda, aproximadamente de 4 mm de largo. Maduran de mayo a agosto, o menos común en otros períodos. La germinación de la semilla es rápida y completa dentro de 15 a 33 días.

## Taxonomía
El género fue descrito por Ferdinand von Mueller  y publicado en Fragmenta Phytographiæ Australiæ 5: 16. 1865.
Sinonimia
- Geissois benthamii F.Muell.
- Weinmannia benthamii (F.Muell.) F.M.Bailey[2]